# Benedek Tibor (színművész)
Benedek Tibor (Miskolc, 1911. szeptember 16. – Budapest, 1963. szeptember 18.) magyar színész, konferanszié. Fia Benedek Miklós színművész, a nemzet színésze, unokája Benedek Tibor háromszoros olimpiai bajnok vízilabdázó.

## Életpályája

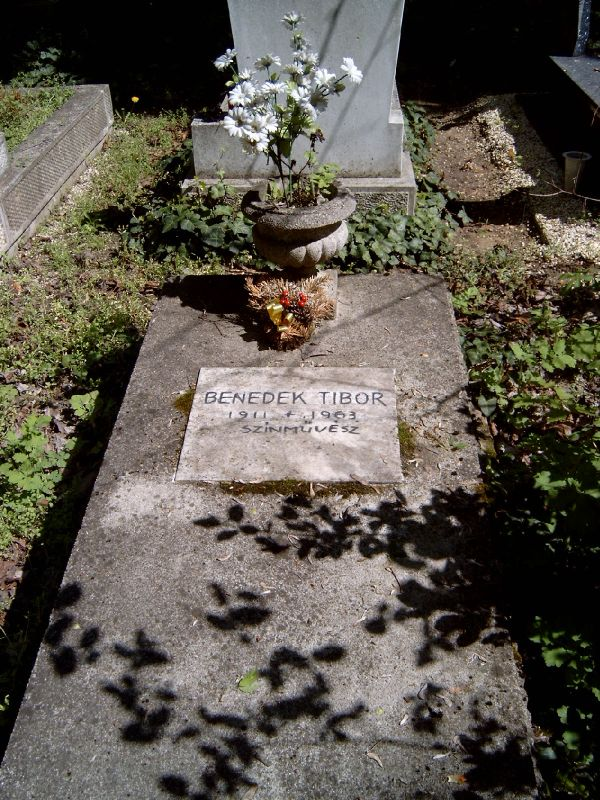
Benedek Tibor sírja Budapesten. Új köztemető: 5/8-1-17.

Édesapja kereskedelmi utazó ügynökként dolgozott és fiát is erre a pályára szánta, ezért íratta be a Kertész utcai Kereskedelmi Iskolába, ahol 1929-ben sikeres érettségi vizsgát tett. A fiú viszont úgy döntött, hogy színész szeretne lenni, ezért színészként tanult tovább és 1931-ben el is végezte az Országos Színészképző Iskolát, ahol Törzs Jenő tanítványa volt. Az édesapa elfogadta fia döntését, csak arra kérte, hogy változtasson nevet, ekkor vette fel a Benedek nevet a Benedikt helyett. 1931 és 1934 között az Érsekújvári Színház tagjaként dolgozott, később több vidéki társulatnál is szerepelt, majd 1934-ben az Arizona mulató feketére maszkírozott dzsesszénekese lett. Itt ismerkedett meg a későbbi VIII. Edwarddal, akkori walesi herceggel, aki meghívta Londonba, de Benedek ezt nem fogadta el. 1938-ban, a zsidótörvények életbe lépésekor ott kellett hagynia a színpadot.
A háború után tisztviselő lett, de 1948-tól ismét színész; előbb a Kamara Varietében és a Fővárosi Vígszínházban, 1951-től a Vidám Színpadon, 1956-tól Petőfi és a Jókai Színházban, 1960-tól haláláig ismét a Vidám Színpadon játszott. Főként karakterszerepeket kapott, az igazi sikert a kabarészínpadon találta meg. Legemlékezetesebb szerepe a jól értesült, tudálékos kispolgár, Zacsek úr. Nagy műveltségű, több nyelven beszélő színészként sikeres konferanszié is volt. Betegségtől való félelmében 52 éves korában önkezével vetett véget életének.

## Színpadi szerepei
- Ion Luca Caragiale: Az elveszett levél – részeg polgár
- Fehér Klára: A teremtés koronája – hivatalnok
- Edmond Rostand: A sasfiók – Dietrichstein
- Ilf és Petrov: 12 szék – temetkezési vállalkozó
- Molnár Ferenc: Olympia – Albert herceg

## Filmjei
- 2×2 néha 5 (1954)
- Gázolás (1955)
- Az élet hídja (1955)
- Dollárpapa (1956)
- Gerolsteini kaland (1957)
- Dani (1957)
- Csendes otthon (1957)
- Fekete szem éjszakája (1958)
- Don Juan legutolsó kalandja (1958)
- Felfelé a lejtőn (1958)
- Májusi dal (1959) rövid játékfilm
- Kölyök (1959)
- Gyalog a mennyországba (1959)
- Szerelemcsütörtök (1959)
- A megfelelő ember (1959)
- Próbaút (1960)
- Fűre lépni szabad (1960)
- Jó utat, autóbusz! (1960)
- Felmegyek a miniszterhez (1961)